# Colom de les Chatham
El colom de les Chatham (Hemiphaga chathamensis) és una espècie d'ocell de la família dels colúmbids (Columbidae) que habita els boscos de les illes Chatham, al sud de Nova Zelanda.